# Czeragh Tape-je Olja
Czeragh Tape-je Olja – wieś w Iranie, w ostanie Azerbejdżan Zachodni, w szahrestanie Takab. W 2006 roku liczyła 101 mieszkańców.